# تالار یانگر

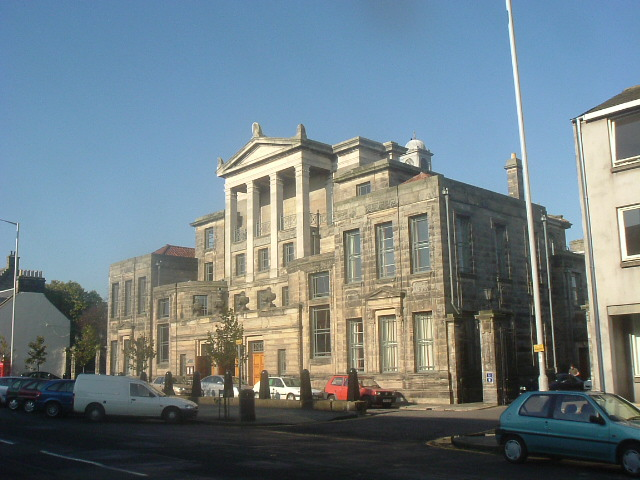
نمای بیرونی تالار یانگر

تالارِ یانگر مرکزِ اصلیِ اجرای موسیقی در سنت اندروزِ اسکاتلند است. هزار نفر گنجایش دارد و میزبانِ برنامه‌های ارکستر سمفونیک دانشگاهِ سنت اندروز و ارکستر مجلسی اسکاتلند و نوازندگان دیگر است. ساختمانش کارِ پل واترهاوس است و میانِ سال‌های ۱۹۲۳ و ۱۹۲۹ میلادی ساخته و به دستِ الیزابت دوشس یورک (سپس‌تر الیزابت، شهبانوی مادر) افتتاح شده‌است.